# Dohánytípusok listája

## Típusok

### Füstöléssel szárított aromás
A füstöléssel szárított aromás dohány pipadohány keverékekben alkotóelemeként használt robusztus dohányfajta, melyet enyhe tűz füstje felett szárítanak. Az Egyesült Államokban, Tennessee középső északi részén, Kentucky középső részén és Virginiában termesztik. A Kentucky és Tennessee államokban termesztett, füstöléssel szárított dohányt bagó, nedves tubák, néhány cigaretta alkotóelemeként, valamint pipadohány keverékekben használják. Gazdag, enyhén virágos íze van, és testességet valamint aromát ad a keveréknek.
Egy füstöléssel szárított másik dohányfajta a Latakia, melyet az N. tabacum keleti fajtáiból termesztenek. A leveleket Ciprus és Szíria helyi keményfáiból és cserjéiből rakott parázsló tűz felett pácolják és füstölik. A Latakia dohánynak hangsúlyos íze és nagyon jellegzetes füstös aromája van; a balkáni és az angol stílusú pipadohány keverékekben használják.

### Virginia
Az amerikai polgárháborút megelőzően az Amerikában termesztett legtöbb dohány füstöléssel fermentált sötét levelű dohány volt. Ezt a fajta dohányt termékeny síkságokon  termesztették, majd ezt az erőteljes válfajt vagy szárítással, vagy levegőn szárították.
Valamikor az 1812-es háború után igény támadt egy enyhébb, könnyebb, aromásabb dohányra. A mezőgazdasági termelők szerte az Egyesült Államokbanban különböző szárítási folyamatokkal kísérleteztek. De az áttörés csak 1839 körül következett be.
Már évszázadokkal korábban észrevették, hogy homokos talajon vékonyabb, gyengébb növények teremnek. Az észak-karolinai Caswell megyében élő Abisha Slade századosnak sok terméketlen, homokos talajú földje volt, ahol elültette a dohány új, "aranylevelű" változatát. Slade százados rabszolgája, Stephen 1839 körül véletlenül létrehozta az első igazi virginia dohányt. A termés szárítására használt tüzet faszén használatával akarta újraindítani. A hirtelen hő hatására a levelek megsárgultak. A felfedezés hasznosításával Slade kifejlesztette a virginia termelésének módszerét: sovány talajon termelt és faszenet használt a szárításhoz.
Slade sok közszereplést vállalt, hogy megossza a virginia előállításának technológiáját más mezőgazdasági termelőkkel. Az új termesztési mód híre nagyon gyorsan elterjedt. Az appalache-piedmonti terméketlen homokos talaj hirtelen jövedelmezővé vált, és az emberek gyorsan különböző mesterséges hőfermentálást alkalmazó technikákat fejlesztettek ki. Rájöttek, hogy a virginia dohánynak sovány, kiéhezett talajra van szüksége, és akik nem tudtak földjükön más növényeket termeszteni, nagy lehetőséghez jutottak: korábbi forgalmuk akár 20-35-szörösét is elérték. 1855-re a Virginiával szomszédos hat piedmonti megye uralta a dohánypiacot.
A polgárháború kitörésének idejére a virginiai Danville városban kialakult egy virginiára szakosodott piac, mely a környező terület, az észak-karolinai Caswell megye és a virginiai Pittsylvania megye termelését ölelte fel.
A frontra induló déli katonák szintén a fő vasúti átrakóállomásról, Danville-ből indultak. A katonák magukkal vitték a hamar megkedvelt virginia dohányt Danville-ből a frontra, ahol aztán kereskedtek vele, mind egymás között, mind az északiakkal. A háború végén a katonák hazamentek, és ekkorra a helyi terménynek már országos piaca volt.
A legtöbb kanadai cigaretta 100%-osan, tisztán Virginia dohányból készül.

### Burley
A Burley dohány könnyebb, levegőn szárított, főként cigaretta gyártására használt dohányfajta. A legtöbb Burleyt az Amerikai Egyesült Államokban, Brazíliában, Malawiban és Argentínában termesztik, de jelentős az európai termeszetés mértéke is. Ennek a dohánynövénynek a mezőgazdasági életciklusa az északi földteke országaiban márciusban vagy áprilisban polisztirol tálcákra helyezett raklapos magok trágyázott vízen való lebegtetésével kezdődik. Jellemzően nagy kézimunkaigénye van mind a termesztésnek, mind a betakarításnak, ami miatt a termelői bázist többnyire a társadalom leginkább kiszolgáltatottab rétegei adják: kisebbségiek, bevándorlók, alacsony iskolázottságú személyek. A Burley speciális pajtákban, levegőn, természetes módon szárítják – ennek köszönhetően a fermentálás költsége meglehetősen kedvező.

### Cavendish
A Cavendish inkább szárítási folyamat és vágási módszer, mint dohánytípus. A feldolgozás és a vágás hozza ki a dohány természetes édes ízét. Cavendisht  bármilyen típusú dohányból elő lehet állítani, de általában a Kentucky, a Virginia, illetve a Burley fajták egyikéből vagy  keverékükből készül. Leggyakrabban pipadohányt vagy szivart gyártanak belőle.
A folyamat kezdetén a dohányleveleket egy körülbelül 2,5 cm vastagságú formába préselik. A tűz vagy gőz melege beindítja a fermentációs folyamatot. Ennek eredménye az édes és könnyű dohány. Végül a formát felszeletelik. Ezeket a szeleteket szét kell tördelni, általában a két tenyér közötti körkörös mozdulattal, mielőtt a pipát egyenletesen meg lehetne tömni a dohánnyal.  A levelek formába való nyomása előtt gyakran ízesítőanyagot adnak a dohányhoz. Az angol Cavendish-hez mesterséges hővel vagy füstöléssel fermentált virginiát használnak, melyet gőzölnek, majd több napon vagy héten keresztül nyomás alatt tartják, érlelik.

### Corojo
A Corojo egy elsősorban szivar készítésére használt dohány, melyet eredetileg Kuba Vuelta Abajo régiójában termesztettek. A Corojot eredetileg Diego Rodriguez nemesítette és termesztette a Santa Ines del Corojo nevű farmján; a fajta innen kapta a nevét. Különböző betegségek hamar megtámadják: különösen a gyakori kékpenészfertőzés miatt a kubai genetikusok különböző hibrid formáit fejlesztették ki, amelyek nem csak a betegségeknek álltak ellen, de növelték azt a képességét is, ami miatt még jobb szivarborítólevéllé vált.

### Criollo
A Criollo dohány elsősorban szivar készítésére használt dohánytípus. Több forrás állítása szerint is ez volt az egyik az eredeti kubai dohány, mely Kolumbusz  idejében tűnt fel. A kifejezés  őshonos magot jelent, és így a kifejezést használó dohányfajtának, mint például a Dominikai Criollo-nak csak esetlegesen van köze az eredeti kubai maghoz vagy a nem régi  hibridhez, a Criollo '98-hoz.

### Oriental dohány
Az Oriental dohány napon szárított, erősen aromás, kis levelű fajta (Nicotiana tabacum), melyet Törökországban, Görögországban, Bulgáriában és Macedóniában termesztenek. A hagyományosan az Oszmán Birodalom egykori részein jellemző fajta „török dohány” néven is ismert. A legkorábbi cigarettafajták közül számos nagyrészt vagy teljes egészében Oriental dohányból készült; manapság főként pipadohány-keverékekben és kevert dohányból készült cigarettákban használják: a világ dohányosainak 75%-ka által kedvelt hagyományosan kevert cigarettákat többnyire Virginia, Burley és Oriental dohányok felhasználásával készítik.

### Perique
Talán a legerősebb ízű dohányfajta a louisianai Saint James Parishből származó Perique. Amikor 1755-ben az új-skóciaiak megjelentek ezen a vidéken, azt tapasztalták, hogy az őshonos Choctaw és Chickasaw törzsek egy jellegzetes ízű dohányfajtát termesztenek. Egy bizonyos Pierre Chenet nevű földművesnek tulajdonítják, hogy ezt a helyi dohányfajtát nyomásos fermentálás révén először 1824-ben alakította Periqueké.
A pipadohányok szarvasgombájának tartott perique-et több kevert pipadohány alkotóelemeként is alkalmazzák, de tiszta fogyasztásra túl erőteljes. A frissen nedvesített Perique-et egykor bagóként is használták, de manapság erre a célra már nem kapható. A Perique-et jellemzően a tiszta Virginia dohányhoz keverik, mivel pikáns ízt, erőteljességet és frissességet kölcsönöz a keveréknek.

### Shade dohány
Kevéssé ismert, hogy Connecticut és Massachusetts, az Amerikai Egyesült Államok két északabbra fekvő állama is fontos dohánytermesztő régió. Az őslakos indiánok már jóval az európaiak megérkezése előtt is szedték a Connecticut-folyó partján vadon növő dohánynövény leveleit. Ma a connecticuti Hartfordtól északra eső Connecticut-folyó völgyét 'Dohány-völgynek' is nevezik. Az itt termelt dohány shade (árnyék) néven ismert, mert a dohányt sátor alatt termesztik, hogy megóvják a növényeket a közvetlen napfénytől, így imitálva  azokat az állapotokat, ahogy a dohánynövények a trópusi területeken, a fák lombjai alatt nőnek. Így a levelek világosak maradnak és finomabb szerkezetűekké válnak. A világ legkiválóbb szivarjaihoz borítólevélként használják. Nem teljesen világos, hogy ki vezette be ezt a dohánytermesztési módszert, de valószínű, hogy a New York-i Schroeder&Bon cégnek, vagy az alapító Frederick A. Schroedernek nagy szerepe volt e mezőgazdasági újítás kifejlesztésében.

### Thuoc lao
A thuoc lao nikotinban gazdag dohánytípus (bár nem olyan erős, mint a mapacho), melyet kizárólag Vietnámban termesztenek, és gyakran a vietnámi rizstermelők szívják.
Leggyakrabban étkezés után, teli gyomorra, az “emésztés támogatására”, vagy zöld tea illetve a helyi sör (általában az olcsó "bia hoi") fogyasztása mellett szívják. A Thuoc Lao néhány másodperces szédülést okoz azt követően, hogy a nikotin bekerült a véráramba: megemlítendő, hogy még az erős dohányosoknak is kihívást jelent az ilyen dohányból származó, intenzív mennyiségű füst. A thuoc lao mellékhatásaként felléphet hányinger és hányás is.

### A 22-es típus
A 22-es típusú dohány egy amerikai dohánytermék, melyet az Amerikai Egyesült Államok Mezőgazdasági Minisztériuma 1986 november 7-i hatállyal vett jegyzékbe. A meghatározás szerint a 22-es típusú dohány egy füstöléssel szárított típusú dohányfajta, melyet elsősorban a Dél-Kentuckyban és Észak-Tennessee-ben futó Tennessee-folyótól keletre eső részen termesztenek.

### White burley
A Burley dohányhoz hasonló White Burley a bagó, az amerikai kevert pipadohány és az amerikai stílusú cigaretták fő összetevője.
1865-ben az ohiói Brown Countyban egy George Webb nevű termelő piros Burley magokat vetett, amelyekből meglepetésére fehéres, beteges küllemű palánták nőttek ki; a növények később is megtartották világosabb színüket. A szárított leveleknek rendkívül finom szerkezetük volt. A termést érdekességképpen bemutatták a cincinnati piacon. A következő évben az ezekből a növényekből nyert magokból Webb 10 acre területet (40 000 m²) ültetett be, majd a termést aukción felárral adta el. A levegőn szárított levélről kiderült, hogy más dohánytípusoknál enyhébb ízű. A White Burley, ahogy később ismertté vált, a bagó, az amerikai kevert pipadohány és az amerikai stílusú cigaretták fő összetevője.

### Kapadohány
A kapadohány (vagy vad dohány) őshazája az Amerikai Egyesült Államok délnyugati része és Mexikó, valamint Dél-Amerika egyes területei. Növénytani neve Nicotiana rustica. Ausztráliában a “Nicotiana benthamiana” és a “Nicotiana gossei” egyike a számos őshonos dohányfajtának; bizonyos területeken az őslakosok még mindig használják őket. A “Nicotiana rustica” az ismert dohány fajták közül a leghatásosabb törzs; dohánypor vagy rovarirtó szerek gyártására általánosan használják. Orosz neve mahorka.

### Y1
Az Y1 szokatlanul nagy mennyiségű nikotint tartalmazó dohányfajta, amit keresztezéssel hoztak létre. Az 1990-es években az Amerikai Egyesült Államok Gyógyszer- és Élelmiszerügyi Hatósága (FDA; Food and Drug Administration) ezt a fajtát hozta fel annak bizonyítékaként, hogy a dohányipari cégek szándékosan manipulálják a cigaretták nikotintartalmát.